# Viktor Poletajev
Viktor Poletajev (rusky: Виктор Евгеньевич Полетаев; 27. července 1995, Čeljabinsk) je ruský volejbalista. Je hráčem Zenitu Petrohrad a ruské volejbalové reprezentace. Hraje na pozici diagonálního hráče.

## Týmové úspěchy
Ruské mistrovství:
- 2014, 2015, 2016, 2019
- 2021
- 2020

Ruský pohár:
- 2014, 2015

Liga mistrů:
- 2015, 2016

Mistrovství světa klubů:
- 2015

Ruský superpohár:
- 2015, 2019

Pohár CEV:
- 2021

## Úspěchy v národním týmu Ruska
Mistrovství Evropy kadetů:
- 2013

Mistrovství světa kadetů:
- 2013

Juniorské mistrovství světa:
- 2013

Juniorské mistrovství Evropy:
- 2014

Evropské hry:
- 2015

Liga národů:
- 2018, 2019[2]

Olympijské hry:
- 2020

## Individuální ocenění
- 2013: Nejlepší hráč (MVP) Mistrovství Evropy kadetů
- 2013: Nejlepší útočník Mistrovství světa kadetů
- 2015: Nejlepší hráč (MVP) juniorského mistrovství světa